# Friedrich Nowak
Friedrich Nowak (* 14. Oktober 1919; † nach 1945) war ein deutscher Fußballspieler.

## Karriere

### Vereine
Nowak gehörte dem TuS Helene Altenessen als Mittelfeldspieler an, für den er zunächst in der zweitklassigen Bezirksliga Niederrhein spielte und über die Aufstiegsrunde zur Gauliga Niederrhein in diese zur Saison 1940/41 nicht nur aufstieg, sondern sich als Neuling unter zehn Mannschaften mit einem Punkt vor Rot-Weiss Essen als Gaumeister Niederrhein belohnte. Mit diesem Erfolg war seine Mannschaft als Teilnehmer an der Endrunde um die Deutsche Meisterschaft berechtigt. In der in vier Gruppen, zwei davon in zwei Untergruppen unterteilt, mit drei bzw. vier Mannschaften ausgetragenen Meisterschaft, bestritt er die ersten drei Spiele der Gruppe 3, wobei er sein Debüt am 6. Mai 1941 beim 1:1-Unentschieden bei Kickers Offenbach gab. Als Drittplatzierter war der Wettbewerb für ihn und seine Mannschaft beendet, da nur die Gruppensieger ins Halbfinale gelangten.
In den weiteren Spielzeiten der Gauliga Niederrhein belegte er mit seiner Mannschaft die Plätze sechs, zwei und drei; die Saison 1944/45 wurde aufgrund der Auswirkungen des Zweiten Weltkriegs nach dem ersten Spieltag Ende September 1944 abgebrochen. Nach dem Ende des Zweiten Weltkriegs bestritt er noch zwei Spielzeiten in einer unterklassigen Liga.

### Auswahlmannschaft
Als Spieler der Gauauswahlmannschaft Niederrhein nahm er 1942 am Wettbewerb um den Reichsbundpokal teil. Nachdem seine Mannschaft sich im Achtelfinale mit 3:1 über die Gauauswahlmannschaft Baden, im Viertelfinale mit 6:2 über die Gauauswahlmannschaft Kurhessen und mit ihm im Halbfinale mit 1:0 über die Gauauswahlmannschaft Donau-Alpenland durchzusetzen wusste, bestritt er auch das am 15. November 1942 im Essener Uhlenkrugstadion mit 2:1 über die Gauauswahlmannschaft Nordmark gewonnene Finale.

## Erfolge
- Gaumeister Niederrhein 1941
- Reichsbundpokal-Sieger 1942